# Praha-západ

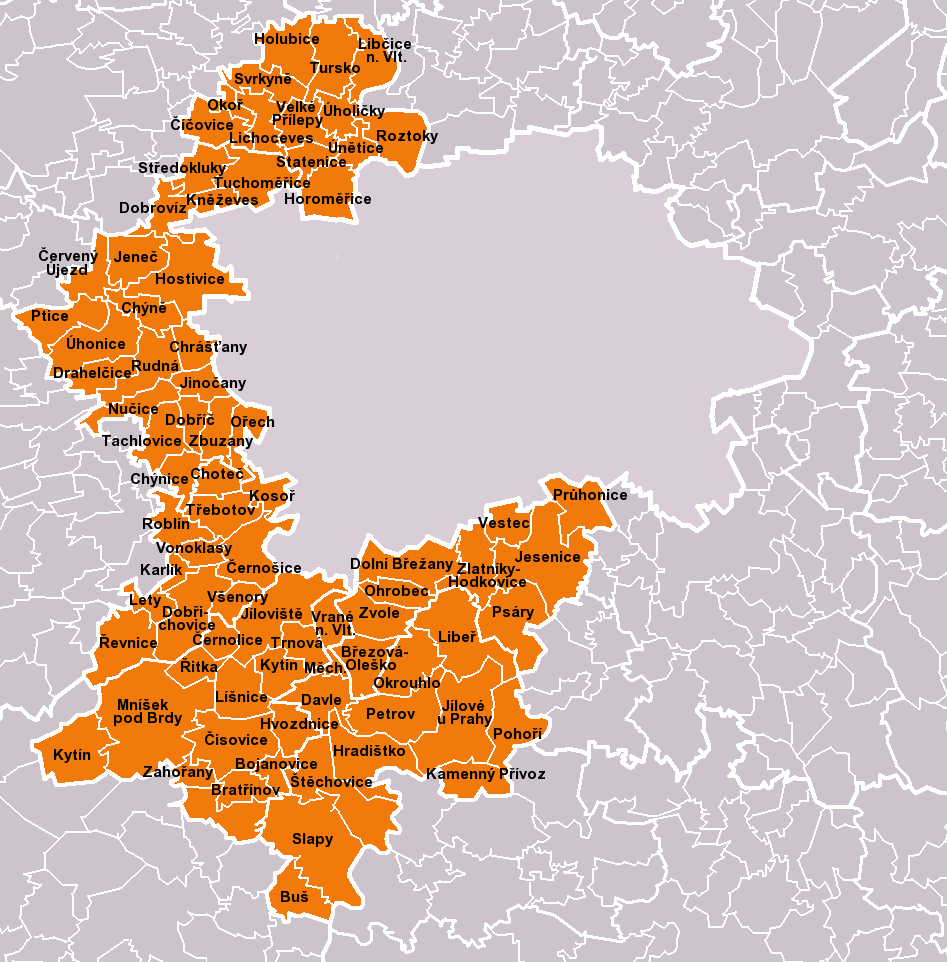
Städer och byar

Praha-západ ("Västprag", tjeckiska: Okres Praha-západ) är ett distrikt i Mellersta Böhmen i Tjeckien. Centralort är Prag.

## Komplett lista över städer och byar
(städer, köpstäder och byar)
- Bojanovice
- Bratřínov
- Březová-Oleško
- Buš
- Černolice
- Černošice
- Červený Újezd
- Číčovice
- Čisovice
- Davle
- Dobrovíz
- Dobříš
- Dobřichovice
- Dolní Břežany
- Drahelčice
- Holubice
- Horoměřice
- Hostivice
- Hradištko
- Hvozdnice
- Choteč
- Chrášťany
- Chýně
- Chýnice
- Jeneč
- Jesenice
- Jílové u Prahy
- Jíloviště
- Jinočany
- Kamenný Přívoz
- Karlík
- Klínec
- Kněževes
- Kosoř
- Kytín
- Lety
- Libčice nad Vltavou
- Libeř
- Lichoceves
- Líšnice
- Měchenice
- Mníšek pod Brdy
- Nučice
- Ohrobec
- Okoř
- Okrouhlo
- Ořech
- Petrov
- Pohoří
- Průhonice
- Psáry
- Ptice
- Roblín
- Roztoky
- Rudná
- Řevnice
- Řitka
- Slapy
- Statenice
- Středokluky
- Svrkyně
- Štěchovice
- Tachlovice
- Trnová
- Třebotov
- Tuchoměřice
- Tursko
- Úholičky
- Úhonice
- Únětice
- Velké Přílepy
- Vestec
- Vonoklasy
- Vrané nad Vltavou
- Všenory
- Zahořany
- Zbuzany
- Zlatníky-Hodkovice
- Zvole